# Episodi di Winx Club (quinta stagione)

Le Winx in forma Sirenix nell'episodio L'occhio che ispira le fate.

La quinta stagione della serie animata Winx Club è stata trasmessa in prima visione assoluta negli Stati Uniti dal 26 agosto 2012 al 22 settembre 2013 su Nickelodeon.
In Italia i primi tredici episodi sono stati trasmessi su Rai 2 dal 16 ottobre 2012 al 2 novembre 2012, mentre i successivi tredici dall'8 aprile 2013 al 24 aprile 2013.
| Nº | Titolo italiano             | Titolo inglese                | Prima TV Italia  | Prima TV USA      |
| -- | --------------------------- | ----------------------------- | ---------------- | ----------------- |
| 1  | Minaccia dall'oceano        | The Spill                     | 16 ottobre 2012  | 2 settembre 2012  |
| 2  | L'ascesa di Tritannus       | The Rise of Tritannus         | 17 ottobre 2012  | 9 settembre 2012  |
| 3  | Ritorno ad Alfea            | Return to Alfea               | 18 ottobre 2012  | 16 settembre 2012 |
| 4  | Il Libro Sirenix            | The Sirenix Book              | 19 ottobre 2012  | 23 settembre 2012 |
| 5  | Il magico Lilo              | The Lilo                      | 22 ottobre 2012  | 26 agosto 2012    |
| 6  | Potere Harmonix             | The Power of Harmonix         | 23 ottobre 2012  | 7 ottobre 2012    |
| 7  | Le Conchiglie Luccicanti    | The Shimmering Shells         | 24 ottobre 2012  | 14 ottobre 2012   |
| 8  | La melodia del rubino       | Secret of the Ruby Reef       | 25 ottobre 2012  | 28 ottobre 2012   |
| 9  | La Gemma dell'Empatia       | The Gem of Empathy            | 26 ottobre 2012  | 4 novembre 2012   |
| 10 | Natale ad Alfea             | A Magix Christmas             | 29 ottobre 2012  | 9 dicembre 2012   |
| 11 | Le Trix in agguato          | Trix Tricks                   | 30 ottobre 2012  | 11 novembre 2012  |
| 12 | Prova di coraggio           | Test of Courage               | 1º novembre 2012 | 18 novembre 2012  |
| 13 | Le fate Sirenix             | Sirenix                       | 2 novembre 2012  | 25 novembre 2012  |
| 14 | Il Trono dell'Imperatore    | The Emperor's Throne          | 8 aprile 2013    | 17 febbraio 2013  |
| 15 | Il Pilastro della Luce      | The Pillar of Light           | 9 aprile 2013    | 24 febbraio 2013  |
| 16 | L'eclisse                   | The Eclipse                   | 10 aprile 2013   | 3 marzo 2013      |
| 17 | L'occhio che ispira le fate | Faraway Reflections           | 11 aprile 2013   | 10 marzo 2013     |
| 18 | Il divoratore               | The Devourer                  | 12 aprile 2013   | 17 marzo 2013     |
| 19 | Le Balene del Canto         | The Singing Whales            | 15 aprile 2013   | 31 marzo 2013     |
| 20 | Problemi sentimentali       | The Problems of Love          | 16 aprile 2013   | 31 marzo 2013     |
| 21 | Un appuntamento perfetto    | A Perfect Date                | 17 aprile 2013   | 7 aprile 2013     |
| 22 | Ascolta il tuo cuore        | Listen to Your Heart          | 18 aprile 2013   | 5 maggio 2013     |
| 23 | Sulle tracce di Politea     | The Shark's Eye               | 19 aprile 2013   | 12 maggio 2013    |
| 24 | Il Respiro dell'Oceano      | Saving Paradise Bay           | 22 aprile 2013   | 8 settembre 2013  |
| 25 | Scontro epico               | Battle for the Infinite Ocean | 23 aprile 2013   | 15 settembre 2013 |
| 26 | La fine dell'incubo         | The End of Tritannus          | 24 aprile 2013   | 22 settembre 2013 |

## Minaccia dall'oceano
Sono gli ultimi due giorni di vacanze estive prima di tornare ad Alfea, alla quale Roxy è stata ammessa, e, mentre le Winx si esibiscono al Frutti Music Bar, Sky progetta di regalare a Bloom un pendente a forma di cuore. Intanto, nell'oceano di Andros, re Nettuno si prepara a incoronare suo figlio Nereus successore al trono. La cerimonia viene però interrotta da un tritone che attacca il re e cerca di uccidere Nereus. Immobilizzato dalle guardie, il tritone si rivela essere l'altro figlio del sovrano, Tritannus, che viene imprigionato nelle prigioni, nella cella adiacente a quella delle Trix.

## L'ascesa di Tritannus
Mentre Tritannus conosce le Trix e pianifica di fuggire, le Winx organizzano un concerto al Frutti Music Bar per raccogliere fondi contro l'inquinamento marino. Attraverso il portale sottomarino che collega il mare della Terra a quello di Andros, una chiazza di materiale tossico arriva vicino alle prigioni e colpisce Tritannus, trasformandolo in un demone. Grazie alla sua nuova forza, scappa dalle prigioni e libera le Trix; lo sforzo, però, lo fa tornare un tritone normale e, per avere altro potere, ordina alle Trix di fermare una volta per sempre le Winx mentre lui assorbe altro inquinamento. Le fate riescono a respingere le Trix, mentre Tritannus scopre di poter trasformare gli altri tritoni in mostri mutanti e rubare i poteri a tutte le Selkie tramite il suo tridente: decide così di dare la caccia e assorbire i poteri a tutte le Selkie per entrare nell'Oceano Infinito.

## Ritorno ad Alfea
Arrivate ad Alfea con Roxy, le Winx raccontano a Faragonda di Tritannus e che i loro poteri perdono efficacia sott'acqua: la preside dice loro che l'unica soluzione è conseguire il potere Sirenix e che l'ultima fata dopo di lei ad averlo ottenuto è stata Daphne. Bloom chiede quindi alla sorella come conquistarlo, ma Daphne non vuole dirle niente perché il Sirenix è maledetto; tuttavia, a causa delle insistenze della ragazza, le suggerisce di cercare nell'archivio magico di Alfea; la ninfa l'avverte anche che quel potere rischia di distruggerle come ha fatto con lei. Contemporaneamente, Tritannus dona nuovi poteri alle Trix per contrastare le fate. Mentre si trovano nell'archivio magico, le Winx vengono attaccate dalle Trix e Sky, giunto lì per aiutare Bloom, precipita da una piattaforma sospesa e perde la memoria. Le Trix, invece, fuggono al sopraggiungere di Faragonda e Griselda.

## Il Libro Sirenix
Bloom cerca di aiutare Sky a recuperare la memoria e chiede l'aiuto di Crystal, principessa di Linphea con poteri curativi. Crystal, però, fallisce perché Sky è avvolto da una barriera magica provocata da qualcosa che non vuole ricordare e che impedisce la guarigione. Intanto, Icy contatta Tritannus, che la incarica d'impedire alle Winx di trovare il Libro Sirenix. Le Trix lanciano quindi un potente sortilegio sul magicphone di Tecna, che si trasforma in un robot, ma le Winx riescono a sciogliere l'incantesimo. Contemporaneamente, nei mari di Andros la regina Ligea e Nereus vanno alla ricerca di Tritannus, ma quest'ultimo trasforma il fratello in un mostro e minaccia di ucciderlo se la madre non gli racconterà tutto sul Sirenix. Quando la regina gli dice che l'ultima fata ad averlo ottenuto è stata Daphne, Tritannus la trasforma in un mostro, comunicando quello che ha scoperto a Icy e decidendo di cercare Daphne perché gli riveli tutti i segreti del potere Sirenix.

## Il magico Lilo
Faragonda informa le Winx che a Gardenia sta nascendo il Lilo, un fiore potentissimo che rende colui che ne assorbe l'energia immensamente più forte. Le fate si dirigono quindi sulla Terra per impedire che le Trix, già alla ricerca del fiore, lo prendano e ne assorbano i poteri. Arrivate a Gardenia, scoprono che il Lilo è custodito dalla sorella minore di Mitzi: dopo un duro scontro le Trix assorbono i poteri del fiore, ma le Winx, con i poteri Believix, rinchiudono le streghe in una bolla che le fa volare via.

## Potere Harmonix
Mentre le Winx tentano invano di aprire il Libro Sirenix, Faragonda informa le ragazze del quinto anno che ci sarà una gara di magia, alla quale tutte le scuole della Dimensione Magica manderanno le loro studentesse migliori a rappresentarle: per Alfea vengono scelte le Winx. Le sei fate si recano al luogo della gara, Greinor, dove ricevono la missione di trovare la Creatura Arcobaleno dallo Spirito Ancestrale della Natura, in grado di donare una potente magia chiamata Chiave della Natura. Le Winx riescono a trovare l'essere magico, un cavallo, e a difenderlo dalle Trix, riuscendo ad aprire il Libro Sirenix. Le fate ricevono dal libro le guardiane del Sirenix e il potere Harmonix; scoprono inoltre di dover conquistare il potere Sirenix prima della fine di un ciclo lunare completo, altrimenti perderanno per sempre la loro magia: il primo passo da compiere è trovare le gemme della fiducia in sé stesse, dell'empatia e del coraggio risolvendo gli indovinelli formulati dal libro Sirenix. Mentre Flora, Tecna e Musa cercano di localizzare il luogo dove si trovano le Conchiglie Luccicanti, Bloom, Stella e Aisha si recano con un ragazzo di Andros, Roy, a cercare la Gemma della Fiducia in Se Stesse nei fondali di Andros.

## Le Conchiglie Luccicanti
Bloom, Stella e Aisha entrano nel Labirinto degli Abissi, dove ascoltano l'indovinello posto loro dalle Conchiglie Luccicanti. Tornate ad Alfea, risolvono l'enigma, scoprendo che la gemma si trova a Solaria. Mentre Aisha, Stella e Flora raggiungono la Caverna Luminosa dell'oceano di Solaria, dove trovano la Gemma della Fiducia in Se Stesse dopo aver combattuto contro una medusa trasformata da Tritannus, Bloom, Tecna, Musa e Sky vanno a Gardenia: qui si scontrano con le Trix, che avevano ipnotizzato degli operai per costringerli a buttare petrolio in mare per ridonare forza e potere a Tritannus.

## La melodia del rubino
Mentre Tritannus conquista il palazzo di Re Nettuno, trasformando il padre e Tressa in mostri e assorbendo i poteri della spada del re, le Winx raggiungono Melody per cercare la seconda gemma, ma Tritannus trasforma Musa in un terribile mostro. Grazie al bonding fra la fata e la sua Selkie l'incantesimo viene spezzato e Musa torna ad essere quella di sempre. Mentre Sky comincia a voler ricordare, Daphne viene catturata da Tritannus.

## La Gemma dell'Empatia
Le Winx analizzano la melodia trovata a Melody e Bloom, Aisha e Tecna si recano su Zenith, entrando nell'antico palazzo di Dathabridge dove è nascosta la seconda gemma. Grazie all'aiuto di Roy, che tiene a bada i mostri di Tritannus, le fate ottengono la Gemma dell'Empatia; tornate ad Alfea il libro le avverte che mancano pochi giorni al ciclo lunare.

## Natale ad Alfea
Pensando che sia un nuovo tipo di potere, le Trix decidono di rubare la magia del Natale a Bloom e rinchiudono Alfea in una cupola di ghiaccio che impedisce alla ragazza di tornare a casa per festeggiare. Le sue amiche e i ragazzi, dispiaciuti per Bloom, decidono di organizzarle una festa natalizia, ma vengono attaccati dalle Trix e dai loro mostri di ghiaccio: Bloom, però, riesce a sconfiggerle rilasciando tutto il suo potere. È però troppo tardi affinché Bloom riesca ad arrivare a casa in tempo, ma Faragonda addobba la scuola e teletrasporta lì i genitori e i cuginetti della ragazza. Le Winx, insieme agli Specialisti e alle altre fate, festeggiano il Natale con una grande festa.

## Le Trix in agguato
Dopo aver ottenuto la Gemma della Fiducia in Se Stesse e quella dell'Empatia, le Winx raggiungono l'oceano di Linfea alla ricerca del Fiore degli Abissi, che fornisce loro un nuovo indovinello da risolvere per sapere il luogo in cui è nascosta l'ultima gemma. Intanto, ad Alfea si tiene una grande festa durante la quale gli Specialisti devono superare un percorso ad ostacoli, ma Darcy trasforma le loro moto in leoni neri che hanno il compito di portare Bloom da Tritannus per far parlare Daphne; Sky, però, usa Bloom come esca per distruggere i leoni. Le Trix non si arrendono e cercano nuovamente di rapire Bloom, ma le altre fate la salvano.

## Prova di coraggio
Tritannus decide che l'unico modo per far parlare Daphne è minacciarla di fare del male ai suoi genitori, Oritel e Marion, e manda le Trix su Domino, dove assorbe i poteri dell'ultima Selkie, Serena. Sul pianeta si trovano anche Bloom, Stella, Aisha e Flora: mentre le ragazze cercano l'ultima gemma, quella del Coraggio, Oritel e Marion vengono attaccati e trasformati in statue di ghiaccio dalle Trix, ma Bloom li salva e le Trix se ne vanno. Sky recupera la memoria e dona a Bloom un ciondolo d'amore eterno.

## Le fate Sirenix
Dopo aver ottenuto tutte e tre le gemme, il Libro Sirenix dice alle Winx che per ottenere il potere Sirenix devono guardare in loro stesse e con l'aiuto delle guardiane capiscono di dover andare alla fonte nel lago Roccaluce. Tritannus, compreso che Daphne non parlerà mai, decide di assorbire il suo potere e donarlo alle Trix, ma potrà farlo solo dopo aver distrutto la fonte del Sirenix e il lago stesso. Il mostro fa in modo che l'inquinamento prosciughi il lago, ma le Winx arrivano in tempo e, con una convergenza magica, salvano la situazione, lasciandosi però sfuggire Tritannus, che riesce a rubare il potere Sirenix di Daphne e a donarne una copia oscura alle Trix, accedendo poi all'Oceano Infinito. Intanto, la Guardiana Suprema, Omnia, dona alle Winx il potere Sirenix e conduce le fate e le Selkie nell'Oceano Infinito, avvertendole che le Trix ora possiedono il Sirenix Oscuro e che un desiderio delle fate potrà essere esaudito dalle Guardiane del Sirenix, ma solo quando saranno riuscite a favorire il destino.

## Il Trono dell'Imperatore
Mentre a Gardenia le Winx si fanno aiutare dai bagnanti a ripulire la spiaggia piena di rifiuti, Tritannus e le Trix si dirigono al Trono dell'Imperatore, la più grande fonte magica dell'Oceano, dove il mostro cerca di assorbirne i poteri, finendo però prosciugato. Dopo aver imprigionato Daphne nella cella alla base del trono, Icy propone di andare sulla Terra ad assorbire altro inquinamento da un'isola di rifiuti al largo delle coste di Gardenia, ma il gruppo, dopo aver compiuto la propria missione, s'imbatte nelle Winx. Tritannus scappa con le streghe nell'Oceano Infinito, dove viene seguito dalle sei fate: qui rivela ad Aisha di aver trasformato gli zii e i cugini in mutanti, e la disperazione della fata offre al mostro l'occasione di fuggire.

## Il Pilastro della Luce
Mentre Aisha riceve dal padre Teredor la spada di Nettuno, raccolta dopo lo scontro tra il re e Tritannus, quest'ultimo decide di rubare i sigilli dei tre Pilastri dell'Oceano Infinito affinché il loro potere azioni il Trono dell'Imperatore. Sottrae così quello del Pilastro della Luce, causando un'eclisse che oscura tutti i soli della Dimensione Magica. Il padre di Stella, legato al sole di Solaria, si ammala e rischia di morire; di conseguenza, le Winx si recano nell'Oceano Infinito per scoprire la causa dell'eclisse: qui le Selkie le conducono da Tritannus e ingaggiano una battaglia. Quando Icy si frappone tra Tritannus e un attacco di Bloom, rimanendo ferita, il mostro colpisce il Pilastro, che inizia a crollare.

## L'eclisse
Tritannus, le Trix e i mutanti scappano, ma Aisha riesce a colpire due di questi ultimi con un raggio magico della spada di re Nettuno, facendo tornare alle sembianze originarie Nereus e Tressa. Per stabilizzare il Pilastro della Luce, ormai sempre più debole, le Winx tentano una convergenza, ma falliscono; è Stella, alla fine, a nutrire il Pilastro con la Luce del Sirenix, riuscendo a interrompere l'eclisse. Intanto, i sovrani dei pianeti della Dimensione Magica decidono d'incontrarsi su Domino per decidere un'eventuale alleanza contro Tritannus.

## L'occhio che ispira le fate
Quando Tritannus aggancia il sigillo del Pilastro della Luce al Trono dell'Imperatore, viene colpito da un raggio magico che lo indebolisce. Daphne riesce così a contattare Bloom nei suoi sogni per chiederle di proteggere gli altri due Pilastri dell'Oceano Infinito, quelli del Controllo e dell'Equilibrio: poiché le Winx non sanno dove si trovino, la ninfa dice loro di guardare nell'occhio che ispira le fate, qualcosa che brilla sia in alto, sia in basso. Dopo un'infruttuosa ricerca di maggiori informazioni nell'archivio magico, le fate capiscono che ciò che stanno cercando è la Luna. Quando l'astro si riflette nel pozzo di Alfea, le sei ragazze vengono trasportate in una stanza interamente d'acqua sotto il pozzo stesso, nella quale trovano una mappa dell'Oceano Infinito che indica l'ubicazione dei tre Pilastri. Le Winx volano poi sulla Terra, dove sconfiggono il mostro che Tritannus ha generato dall'isola di rifiuti che Mike e Vanessa stavano ripulendo con alcuni amici.

## Il divoratore
Un enorme pesce dell'Oceano Infinito, il divoratore, attacca le Trix, quindi Tritannus prende il suo controllo, mandandolo ad attaccare le Selkie. Mentre su Domino Bloom, Stella e Aisha partecipano al consiglio dei sovrani per decidere un'alleanza contro Tritannus, Tecna, Flora e Musa si addestrano ad Alfea con Codatorta, che dà loro il compito di addomesticare un drago selvaggio: da questa prova imparano che ogni nemico ha un punto debole e quando lo scopri sei in grado di controllare l'avversario. Finito l'addestramento, le tre Winx vengono contattate da Bloom, a sua volta avvertita da Daphne, che comunica loro il pericolo che le Selkie stanno correndo: le tre fate, accorse in loro soccorso, riescono a rompere il controllo che Tritannus ha sul divoratore. Nel frattempo, i regni della Dimensione Magica decidono di difendersi da Tritannus ognuno per conto proprio.

## Le Balene del Canto
Mentre Tritannus ruba il sigillo del Pilastro dell'Equilibrio, scatenando un terremoto in ogni pianeta, Darcy e Stormy decidono di dimostrare a Icy che ha ancora bisogno di loro e prendono il controllo delle Balene del Canto di Melody, necessarie per la vita del mondo, portando il pianeta di Musa sull'orlo della distruzione. Avvertita da Daphne, Bloom parte per l'Oceano Infinito insieme alle altre Winx, dove si scontrano contro Tritannus e Icy.

## Problemi sentimentali
Grazie alla Voce del Sirenix, Musa libera le Balene del Canto dal controllo di Darcy e Stormy, e si unisce poi alle Winx in una convergenza per stabilizzare il Pilastro dell'Equilibrio. Dopo aver salvato tutti i mondi, le Winx fanno ritorno ad Alfea: Bloom telefona a Sky, con il quale ha litigato perché lui si è schierato dalla parte del padre al consiglio dei sovrani e non ha accettato l'alleanza, per fare pace, ma Diaspro, da qualche tempo consigliere speciale del re, si frappone tra di loro, dicendo a Bloom che tutte le telefonate di Sky saranno filtrate prima da lei in persona. Ancora delusa perché Sky non le risponde al cellulare, Bloom comincia insieme alle sue cinque amiche un addestramento con il professor Palladium per imparare a conoscere la natura. Nell'Oceano Infinito, Tritannus s'indebolisce dopo aver inserito il sigillo nel Trono dell'Imperatore, mentre Darcy e Stormy decidono di far tornare Icy dalla loro parte e governare l'Oceano tutte insieme.

## Un appuntamento perfetto
Per festeggiare il fatto che l'amica abbia conseguito il proprio attacco Sirenix, le Winx organizzano a Tecna un appuntamento galante con Timmy, visto che i due si frequentano solo in chat. Intanto, Daphne contatta Bloom per dirle che, per fermare Tritannus, devono distruggere il sigillo del Pilastro del Controllo prima che lui lo rubi: le cinque ragazze si recano quindi sul posto, dove vengono però attaccate da un mostro. In loro aiuto arriva Tecna, che le salva, e insieme le Winx distruggono il sigillo e stabilizzano il Pilastro.

## Ascolta il tuo cuore
Il sovrano di Zenith, Cryos, decide di non unirsi all'alleanza contro Tritannus e le Winx si recano sul pianeta per cercare di fargli cambiare idea. Intanto, Tritannus attacca il Pilastro del Controllo in preda alla rabbia perché le Winx hanno distrutto il sigillo: questo causa un cortocircuito ai droidi di Zenith, che aggrediscono il re, ma le Winx riescono a fermarli e le Selkie stabilizzano il Pilastro. Tecna, avendo favorito il destino, ha la possibilità di esprimere il suo desiderio e, mentre il re di Zenith accetta di unirsi all'alleanza, la fata chiede alla propria Guardiana del Sirenix che gli abitanti del suo pianeta imparino ad aprire il proprio cuore e a non agire sempre e solo con la logica. Tornata ad Alfea, Bloom fa pace con Sky.

## Sulle tracce di Politea
Siccome le Winx hanno distrutto il sigillo del Pilastro del Controllo, Tritannus scopre di poterne sostituire il potere assorbendo il Sirenix di Politea, una ninfa diventata un mostro per colpa della maledizione delle Tre Streghe Antenate, e manda Icy a prenderla. Per questo motivo Daphne contatta Bloom e le dice di trovare Politea; per sapere dove cercarla, Bloom utilizza il proprio potere Sirenix per entrare nella stanza dei riflessi lontani, apprendendo che la ninfa si trova in una grotta dell'Oceano Infinito a forma di squalo. La fata si reca con Serena alla grotta, dove si scontra con Icy; Darcy e Stormy, però, arrivano prima di loro e rubano il potere Sirenix di Politea, che scompare, chiedendo ad Icy di abbandonare Tritannus e unirsi a loro, ma la sorella rifiuta. Tornata ad Alfea, Bloom partecipa con le altre Winx alla sfilata di Stella: avendo trovato la forza di dire ai genitori come si sente quando loro litigano, la Guardiana della fata le permette di esprimere un desiderio, e Stella le chiede che i suoi genitori vadano d'accordo e trovino un po' più di tempo per lei.

## Il Respiro dell'Oceano
I sovrani dei mondi della Dimensione Magica decidono di unirsi in un'alleanza per elaborare un piano che sconfigga Tritannus e Flora propone di eliminare l'inquinamento della Terra, la maggior fonte di potere per il mostro. L'assemblea viene interrotta da Phylla, che avverte le Winx che Tritannus ha inquinato Baia Paradiso. Per purificarla, le fate si recano sul Mondo Isola alla ricerca di una pietra, il Respiro dell'Oceano, e Flora, dopo averla trovata, riporta la baia al suo splendore. Avendo favorito il destino, la fata ottiene la facoltà di esprimere un desiderio e chiede alla sua Guardiana del Sirenix che gli abitanti della Terra imparino ad amare e rispettare il mondo.

## Scontro epico
Chiamate da Nereus e Tressa, le Winx arrivano al Pilastro della Luce dove, insieme ai due cugini di Aisha e alle Selkie di tutti gli oceani, convocate dal Respiro dell'Oceano, sostengono una dura battaglia contro Tritannus, Icy e un'orda di mutanti. Durante il combattimento Nereus viene gravemente ferito e la Guardiana del Sirenix offre ad Aisha di esprimere il suo desiderio. La fata chiede che il cugino sopravviva, ma poco dopo viene rapita da Tritannus, che le ruba il Sirenix per attivare il Trono dell'Imperatore.

## La fine dell'incubo
Tritannus attiva il Trono dell'Imperatore, trasformandosi in un mostro egoista che attacca Icy perché non vuole condividere il potere con lei. Icy viene salvata da Darcy e Stormy, ma le tre streghe vengono poi colpite da Tritannus, perdendosi nell'Oceano Infinito. Intanto, l'acqua minaccia di sommergere il palazzo reale di Andros, attaccato dai mutanti, ma Stella, Flora, Musa e Tecna riescono a salvare i sovrani rimasti intrappolati al suo interno. Nell'Oceano Infinito, Nereus e Bloom affrontano Tritannus, distruggendo il suo tridente con il Fuoco del Sirenix, facendo sì che tutti gli incantesimi da esso compiuti si annullino: Aisha e Daphne vengono liberate, tutti i mutanti tornano normali e la marea di Andros si ritira dal palazzo. Tritannus, tornato un tritone qualunque, viene esiliato dalla Dimensione Magica da re Teredor e varca il Portale dell'Oblio giurando vendetta. Avendo sconfitto il mostro, Bloom ha l'occasione di esprimere il suo desiderio e chiede che la maledizione del Sirenix scompaia. Daphne torna così una fata corporea e, toltasi la maschera, partecipa con tutti gli abitanti della Dimensione Magica al concerto dato dalle Winx per festeggiare la vittoria.